# Simulium distinctum
Simulium distinctum är en tvåvingeart som beskrevs av Lutz 1910. Simulium distinctum ingår i släktet Simulium och familjen knott. Inga underarter finns listade i Catalogue of Life.